# Ямаш (Альметьевский район)
Ямаш — село в Альметьевском районе Татарстана. Административный центр Ямашского сельского поселения.

## География
Находится на расстоянии приблизительно 14 км по прямой на север-северо-запад от районного центра города Альметьевск у речки Ямашка.

## История
Основано приблизительно в 1785 году помещиком А. Г. Петрово-Соловово, который поселил здесь крепостных крестьян из села Суровка Симбирской губернии, в 1831 году крестьяне были освобождены из крепостного состояния.

## Население
Постоянных жителей было: в 1816—185, в 1859—350, в 1883—513, в 1889—780, в 1897—852, в 1910—1079, в 1920—984, в 1926—1054, в 1938—739, в 1949—628, в 1958—561, в 1970—597, в 1979—515, в 1989—538, в 2002 − 615 (русские 89 %), 680 в 2010.